# Station Halling
Halling is een spoorwegstation van National Rail in Halling, Medway in Engeland. Het station is eigendom van Network Rail en wordt beheerd door Southeastern. Het station is geopend in 1890.